# Lind af Hageby
Lind af Hageby är en svensk adlig ätt från Västergötland, introducerad 1634 på Sveriges Riddarhus.
Vapen: en lind med tre gröna blad mot blå botten
Äldsta kända stamfader är häradshövdingen Jon Svensson (död 1554) som adlades av Gustav Vasa. Han förde en vapensköld med en lind med tre gröna blad mot blå botten. Hans hustru, Kerstin Ivarsdotter, som tillhörde en frälseätt som adlats av Karl Knutsson (Bonde), förde samma vapen. Sannolikt erhöll Jon Svensson vid sitt adlande rätten att föra denna äldre Lind-ätts vapen. 
Gustaf Elgenstierna anför i Den introducerade svenska adelns ättartavlor:
| ”                                                                   | Otvivelaktigt voro de båda frälsesläkter, som blevo introducerade med namnen Lind af Hageby och Lind i Västergötland, med varandra nära befryndade. Därpå tyder såväl, att båda föra samma vapenbild, en förgylld lindkvist med tre gröna löv, som att bådas stamfader även före introduktionen förde släktnamnet Lind. Några bevis för att de hade gemensamt ursprung, på sätt Anrep uppgiver – vilket han icke hämtat från riddarhusstamtavlorna – finnas däremot icke, och förhållandet torde icke heller vara sannolikt. | „ |
| – Gustaf Elgenstierna, Den introducerade svenska adelns ättartavlor | |   |

Med Jon Svenssons sonsons son Jon Jönsson Lind (1604-1691) introducerades ätten 14 juli 1634 på Riddarhuset under nr 212 med namnet Lind af Hageby efter sätesgården Hageby i Svenneby socken i Skaraborgs län. Introduktionen hade dock föregåtts av viss oklarhet om han verkligen var av adlig ätt då adelsbrevet gått förlorat ”---uti den förre danska fejden---”. I ett intyg från 1591 av sex adelsmän från Västergötland intygas dock att han var av adlig ätt och vars adelskap av andra i riksdagen deltagande adelsmän omvittnades.

## Personer med namnet
- Bengt  Lind af Hageby (1905–1987), svensk sjömilitär
- Ernst Lind af Hageby (1874–1950), svensk militär
- Lizzy Lind af Hageby (1878–1963), djurrättsaktivist och feminist